# Baiuca (músico)
Alejandro Guillán Castaño (Catoira,1990) conocido artísticamente como Baiuca, es un músico español.

## Trayectoria
Baiuca comenzó su carrera musical como parte del grupo Alex Casanova, una banda de pop electrónico en la que exploraba sonidos más cercanos al synth-pop. Sin embargo, en 2017 Alejandro Guillán decidió embarcarse en un proyecto en solitario que le permitiera conectar más profundamente con su identidad gallega. De esta forma nació Baiuca, un alias que representa la mezcla entre lo ancestral y lo contemporáneo.
El nombre de baiuca es un término gallego para referirse a un rincón o espacio íntimo y cercano, y de manera más especifica para referirse a pequeñas tabernas o tascas donde la gente se reúne para beber, comer y socializar y que hacen las funciones de  centros de vida social, especialmente en zonas rurales o pequeñas aldeas gallegas
Su música se caracteriza por integrar instrumentos y elementos tradicionales gallegos, como las gaitas, panderetas, tambores y cantos populares (muñeiras, alalás...), con beats electrónicos, sintetizadores y samples, dando como resultado un estilo que algunos llaman folktrónica.. Esta combinación da como resultado un sonido innovador que homenajea las tradiciones de Galicia mientras las proyecta hacia un público global. En la actualidad reside en Madrid. Su capacidad para innovar dentro del folclore lo ha convertido en un exponente de la nueva ola de música electrónica con raíces tradicionales.

## Reconocimientos
En 2022, Baiuca ganó dos Premios de la Música Independiente (MIN), uno a la mejor grabación de música electrónica y mejor álbum en gallego.
Baiuca ha conseguido llevar su música a escenarios internacionales, participando en festivales de renombre como el WOMAD, Sónar y otros eventos en Europa y América Latina. 

## Discografía

### Antagonasia(2014)[7]
1. "¿No puede ser?" 03:17
2. "Ni siquiera una vez" 03:37
3. "Ciudad Carmin" 03:52
4. "Todo va a estar bien" 04:42
5. "Moon Sandwich" (con Aries) 02:52
6. "Lulú" 02:44
7. "Yo no me muevo por dinero" 03:55
8. "Xelado de limón 02:33

### Muiñeira(2017)
1. "Muiñeira"
2. "Xiabre"

### Queimada(2017)
1. "Queimada"
2. "Faiado"

### Mozas(2017)
1. "Mozas"
2. "Lamprea"

### Muíño(2018)
1. "Muíño"

### Morriña(2018)
1. "Morriña"

### Solpor(2018)
Su álbum debut recibió una gran acogida tanto en España como en el extranjero. En este trabajo, Baiuca establece las bases de su estilo, reinterpretando sonidos tradicionales gallegos a través de la electrónica.En él recopiló algunos de los sencillos que lanzó anteriormente, lanzando nuevas canciones.
1. "Muíño"
2. "Solaina"
3. "Morriña"
4. "Arrieiro"
5. "Muiñeira"
6. "Solpor"
7. "Mozas"
8. "Brétema"
9. "Arume"

### Misturas(2019)
Este EP incluye colaboraciones con artistas como el percusionista Xosé Lois Romero. Es una obra que refuerza su exploración de las raíces gallegas y amplía su propuesta estética.
1. Olvídeme 3:48
2. Caroi 3:35
3. Totuón 4:39
4. Mangüeiro 4:48
5. Liñares 3:10

### Paisajes(2020)
1. Fisterra 4:14
2. Carabela 4:38
3. Fisterra (El Búho Dub) 4:18
4. Caravel (Uji Remix) 5:45

### Adélia(2020)
1. Adélia 4:18
2. Adelia (Yeahman Remix) 4:38
3. Adelia (Ohxala Remix) 6:17

### Embruxo(2021)
En este álbum, Baiuca se adentra aún más en lo místico y mágico de la cultura gallega. Se inspira en temas como las meigas (brujas) y el paisaje mítico de Galicia, llevando su sonido a un nivel más atmosférico y envolvente.
1. "Meigallo"
2. "Veleno" (ft. Rodrigo Cuevas)
3. "Embruxo"
4. "Luar"
5. "Corteada"
6. "Romaría"
7. "Conxuro"
8. "Lavandeira"
9. "Diaño"
10. "Lobeira"

### Solsticio(2022)
1. "Solsticio" (con Carlos Núñez)

### Paxaro do Demo(2022)
1. "Paxaro do Demo" (con Xoel López)

### Diamante(2022)
1. "Diamante" (con Alba Reche)

### Diamante / La Mare(2023)
1. "Diamante" (con Alba Reche)
2. "La Mare" (con Alba Reche)

### Vai Tu(2023)
1. "Vai Tu" (con Leilia)

### Barullo(2024)
1. "Navajitas" (con Xurxo Fernandes & Felisa Segade)
2. "Sísamo" (con Antía Ameixeiras)
3. "Alentejo"
4. "Ribeirana" (con Lilaina)
5. "Barullo" (con Felisa Segade)
6. "Sementei" (con Antía Ameixeiras)
7. "MonteViso" (con Carlangas)
8. "PAEQB"
9. "Xoia" (con Antía Ameixeiras)
10. "Rachafaldra"

### Apariciones en compilaciones
| Ano  | Título           | Compilacion                  |
| ---- | ---------------- | ---------------------------- |
| 2013 | "Xeado de limón" | Bababum "Vacacións"          |
| 2013 | "¡Cómo Mola!»    | Os Bolechas "Fan unha banda" |

## Videografía
| Ano  | Título         | director       |
| ---- | -------------- | -------------- |
| 2015 | ¡No puede ser? | ángel gorrión  |
| 2017 | Solaina        | Adrián Canoura |
| 2017 | Ribeiro        | Adrián Canoura |
| 2018 | Camiños        | Adrián Canoura |
| 2018 | Xiabre         | Adrián Canoura |
| 2018 | Muíño          | Adrián Canoura |